# 1135 en santé et médecine
| Années de la santé et de la médecine : 1132 - 1133 - 1134 - 1135 - 1136 - 1137 - 1138    |
| Décennies de la santé et de la médecine : 1100 - 1110 - 1120 - 1130 - 1140 - 1150 - 1160 |

Cet article présente les faits marquants de l'année 1135 en santé et médecine.

## Fondations
- Construction à Nice (Nizza), en Piémont, de l'hôpital San Rocco, qui est à l'origine de l'actuel hôpital Saint-Roch[1].
- Première mention de la léproserie Saint-Gilles à Pont-Audemer en Normandie, paroisse Saint-Germain, dans un acte de donation de Galéran IV, comte de Meulan[2].

- Fondation à Hendaye en Navarre, sur la rive droite de la Bidassoa, de l'hôpital Saint-Jacques de Zubernoa[3].
- Fondation à Touvois dans le Pays nantais du prieuré Sainte-Madeleine du val de Morière, dont « il n'est pas invraisemblable de croire qu'à l'exemple de l'abbaye mère de Fontevraud, de laquelle [il] dépendait, [il] avait soin des lépreux et lépreuses de la contrée[4] ».
- Fondation du prieuré du Belvédère de Mont-Saint-Aignan, en Normandie, qui « sera léproserie jusqu'à l'extinction de la lèpre à la fin du XVIIe siècle[5] ».
- Vers 1135 : fondation par l'abbé Ancher de la léproserie Sainte-Marie-Madeleine de Reading, en Angleterre[6].
- Entre 1106 et 1135 : fondation de la léproserie du Mont-des-Malades, au nord-ouest de Rouen en Normandie, placée sous la protection de la famille royale anglo-normande puis, à partir de 1204, sous celle des rois de France[7].
- Avant 1135 : des léproseries ont été fondées en Angleterre à Dorchester, Harbledown, Alkmonton, Whitby, Londres, Lincoln, Colchester, Norwich, Newark, Peterborough, Oxford, Newcastle, Wilton, St Albans, Bury et Warwick[8].
- Entre 1135 et 1155 : des léproseries seront fondées en Angleterre à Canterbury (St. Lawrence), Buckland près de Douvres, Lynn, Burton Lazars (en), Aylesbury, York, Ripon et Northampton[8].

## Publications
- Entre 1125 et 1135 : Guillaume de Conches rédige une première version de son De philosophia mundi où, « dans les parties intéressant la nature de l'homme, il cite le Pantegni sous le nom de Constantin l'Africain, l'Ysagoge de Johannitius et le De urinis de Théophile, [et où] il s'est sans doute servi du De natura hominis de Némésius dans ses développements sur les éléments et la classification des parties du corps », introduisant le terme de miningae, tel qu'il apparaîtra dans la nomenclature salernitaine[9].
- Avant 1135 : Guillaume de Saint-Thierry (v. 1075-1148), théologien et mystique, publie le De natura corporis et animae, traité « purement scientifique » dont la première partie, compilation du Liber pantegni de Constantin l'Africain et du Premnon physicon de Némésios, porte sur l'anatomie et sur certains aspects de la physiologie du corps humain[10].

## Personnalité
- 1135-1140 : fl. Lombardus, médecin de l'abbaye Sainte-Croix de Talmont, en Poitou, « un des deux ou trois exemples de médecins désignés comme laïcs […] pour toute la région[11] ».

## Naissance
- Pierre de Blois (mort avant 1212), diplomate, philosophe et poète français qui aurait étudié la médecine à Salerne et Montpellier[12],[13].